# Lilla (Montblanc)
|  | Aquest article tracta sobre una població de Montblanc. Vegeu-ne altres significats a «Lilla». |

Lilla és una població de la part sud-est del municipi de Montblanc, a la Conca de Barberà. Situada al peu de la carretera N-240 entre Montblanc i Valls, en el coll de Lilla, a la serra de les Guixeres, que marca el límit entre la Conca i l'Alt Camp. El 2009 tenia 94 habitants.
La seva festa major d'estiu sempre se celebra el darrer diumenge del mes d'agost. I la d'hivern és per Sant Sebastià, el 20 de gener.

## Història
El 978, fou el blanc del primer atac d'Almansor contra el comtat de Barcelona, quan de retorn d'una expedició al Regne de Navarra, en la que va atacar Alfaro i Pamplona, atacà el castell d'al-Daliya, que s'ha identificat com el de Lilla.
De 1834 a 1878, Lilla va ser una població independent i amb pedania pròpia: Prenafeta.
A la meitat dels anys 70, Lilla es va convertir en pedania de Montblanc. Lilla té el seu propi alcalde pedani, des de 2024 el Sr. Josep Lluís Inglès.